# Усак-Кічу
Уса́к-Кічу́ (рос. Усак-Кичу, башк. Уҫаҡкисеү) — село у складі Біжбуляцького району Башкортостану, Росія. Адміністративний центр Калінінської сільської ради.
Населення — 767 осіб (2010; 824 в 2002).
Національний склад:
- татари — 84 %